# Matías Galindo
Matías Galindo Novillo (Lima, 10 aprile 2006) è un calciatore boliviano, centrocampista dell'ABB in prestito dall'Always Ready.

## Biografia
È nato a Lima nel periodo in cui il padre, l'ex calciatore boliviano Gonzalo Galindo, giocava nell'Alianza Lima.

## Carriera

### Club
Cresciuto nel settore giovanile dell'Always Ready, ha debuttato in prima squadra il 15 maggio 2023 nell'incontro di Primera División vinto 3-0 contro il Guabirá.
Nel febbraio del 2025 è stato ceduto in prestito per una stagione all'ABB.

### Nazionale
Ha giocato con la nazionale giovanile boliviane Under-17 e successivamente ha partecipato con l'Under-20 al campionato sudamericano di categoria.

## Statistiche

### Presenze e reti nei club
Statistiche aggiornate al 1 agosto 2025.
| Stagione            | Squadra             | Campionato          | Campionato | Campionato | Coppe nazionali | Coppe nazionali | Coppe nazionali | Coppe continentali | Coppe continentali | Coppe continentali | Altre coppe | Altre coppe | Altre coppe | Totale | Totale | Totale |
| Stagione            | Squadra             | Comp                | Pres       | Reti       | Comp            | Pres            | Reti            | Comp               | Pres               | Reti               | Comp        | Pres        | Reti        | Pres   | Reti   |        |
| ------------------- | ------------------- | ------------------- | ---------- | ---------- | --------------- | --------------- | --------------- | ------------------ | ------------------ | ------------------ | ----------- | ----------- | ----------- | ------ | ------ | ------ |
| 2023                | Always Ready        | PD                  | 7          | 0          | CdL             | 5               | 0               | -                  | -                  | -                  | -           | -           | -           | 12     | 0      |        |
| 2024                | Always Ready        | PD                  | 7          | 0          | -               | -               | -               | CL+CS              | 0                  | 0                  | -           | -           | -           | 7      | 0      |        |
| Totale Always Ready | Totale Always Ready | Totale Always Ready | 14         | 0          |                 | 5               | 0               |                    | 0                  | 0                  |             | -           | -           | 19     | 0      |        |
| 2025                | ABB                 | PD                  | 14         | 0          | CB              | 6               | 0               | -                  | -                  | -                  | -           | -           | -           | 20     | 0      |        |
| Totale carriera     | Totale carriera     | Totale carriera     | 28         | 0          |                 | 11              | 0               |                    | 0                  | 0                  |             | -           | -           | 39     | 0      |        |